# Yūki Natsume
Yūki Natsume (japanisch 棗 佑喜 Natsume Yūki; * 18. November 1988 in Echizen) ist ein japanischer Fußballspieler.

## Karriere
Natsume erlernte das Fußballspielen in der Schulmannschaft der Maruoka High School und der Universitätsmannschaft der Komazawa-Universität. Seinen ersten Vertrag unterschrieb er 2011 bei Kawasaki Frontale. Der Verein spielte in der höchsten Liga des Landes, der J1 League. Für den Verein absolvierte er drei Erstligaspiele. 2012 wurde er an den Zweitligisten Tochigi SC ausgeliehen. Für den Verein absolvierte er 34 Ligaspiele. 2013 kehrte er zu Kawasaki Frontale zurück. 2014 wechselte er zum Zweitligisten Matsumoto Yamaga FC. 2014 wurde er mit dem Verein Vizemeister der J2 League und stieg in die J1 League auf. Für den Verein absolvierte er fünf Ligaspiele. 2016 wechselte er zu Sakai Phoenix.